# Eulepidotis osseata
Eulepidotis osseata là một loài bướm đêm trong họ Noctuidae.